# Vlădeni (Dâmbovița)
Vlădeni è un comune della Romania di 3 204 abitanti, ubicato nel distretto di Dâmbovița, nella regione storica della Muntenia.